# Бундзен, Павел Владимирович
Павел Владимирович Бундзен (6 января 1937 — 23 января 2004, Санкт-Петербург) — нейрофизиолог. За период научной деятельности им опубликовано более 300 научных работ в отечественной и зарубежной печати. Под руководством П. В. Бундзена выросло много высококвалифицированных исследователей, работающих в настоящее время в разных странах.

## Биография
С 1961 по 1986 гг. работал в Институте экспериментальной медицины АМН СССР.
В этот период П. В. Бундзен, под руководством академика РАМН Д. А. Бирюкова, а позже академика РАМН и РАН Н. П. Бехтеревой, участвовал в изучении авторегуляционных механизмов центральной нервной системы и развитии психофизиологического подхода к анализу информационно-управляющих функций головного мозга человека с использованием теоретических концепций кибернетики и современной вычислительной техники. Наиболее важным результатом исследований стало выделение основных форм нейродинамического кода: паттернов избирательной синхронизации дистантно разобщённых нейронных ансамблей коры мозга и глубоких структур и паттернов модуляции длительности последовательных межспайковых интервалов. Были выделены инвариантные характеристики указанных типов паттернов, по которым представилось возможным осуществлять предсказание результата решения. По результатам этих работ в 1990 г. в Государственном Реестре открытий СССР зарегистрировано, в соавторстве с Н. П. Бехтеревой, Ю. Л. Гоголициным, Ю. Д. Кропотовым, открытие: «Установлено неизвестное ранее свойство нейронов подкорковых образований мозга человека реагировать на смысловое содержание воспринимаемой информации, обусловливающее их функционирование в качестве звеньев системы, реализующей мыслительную деятельность, и заключающееся в появлении вследствие процесса восприятия информации отсроченных (длиннолатентных) изменений частоты разрядов этих нейронов». Проведение этих работ потребовало развития специальных методов анализа когеренции импульсных разрядов.
В результате исследований, проведённых в 1980 году, в ходе которых исследованию подвергались изменения электросубкортикограммы в периоды генерации нейродинамических паттернов кодового значения, были сформулированы представления о дивергенто-реактивном принципе формирования нейродинамического кода в условиях реализации ассоциативно-логических операций. В связи с развитием работ П. В. Бундзен берёт на себя руководство функциональной группой научных сотрудников. Под его руководством проведена отработка двух новых методических подходов для изучения нейрофизиологических и нейромолекулярных механизмов: сопряжённое изучение люминесценции нервной ткани и мозговой нейродинамики и метод изучения изменений генерации волновой активности и нейронной активности под воздействием слабых низкочастотных электромагнитных полей. Указанные подходы составляют необходимое звено для развития методов оптимизации обучения и памяти.
С 1974 года на протяжении 10 лет П. В. Бундзен проводил большую научно-организационную работу, являясь заместителем главного редактора журнала «Физиология человека», членом редакционной коллегии.
1 или 2 года работал в ФРГ с профессором Кайделем.
П. В. Бундзен участвовал в 12-й советской Антарктической экспедиции, где выполнял плановую научную работу, являясь одновременно старшим врачом станции «Новолазаревская». В условиях полярной экспедиции П. В. Бундзеном впервые проведён большой комплекс электрофизиологических и психологических исследований с целью изучения механизмов адаптации человека к экстремальным условиям и прогнозированию деятельности человека и микроколлективов в этих условиях.
В период с 1982 по 1985 П. В. Бундзен руководит научно-методическим советом Национального центра научных исследований Кубы по развитию физиологических исследований.
1986—2004 гг. — работа в Санкт-Петербургском НИИ физической культуры.
В 1986 году начался новый этап в жизни П. В. Бундзена, этап внедрения полученных ранее знаний и опыта в спортивную практику. С этого времени и до конца своих дней П. В. Бундзен был заместителем директора Санкт-Петербургского НИИ физической культуры по научной работе, заведующим сектором психофизиологии спорта и восстановительной медицины. В этот период под руководством П. В. Бундзена велась разработка и создание автоматизированной экспертной системы по оценке состояния здоровья и психофизического потенциала спортсменов и населения. Большое внимание Павел Владимирович уделял развитию и внедрению современных методов ментального тренинга.
В последние годы П. В. Бундзеном была сформирована концепция психофизического потенциала спортсмена, основанная на теории функциональных резервов. Были разработаны основы системы скрининговой оценки психофизического потенциала спортсменов. В рамках этих работ, под руководством П. В. Бундзена началось изучение возможности использования методов оценки квантового уровня биоэнергетики организма (методов электропунктурной диагностики и ГРВ биоэлектрографии) для оценки функционального состояния спортсменов. Эти результаты получили высокую оценку профессионалов, а разработанные при участии П. В. Бундзена программно-аппаратные комплексы внедряются в организации Госкомспорта России.
Внедряя результаты молекулярно-генетических исследований в систему оценки психофизического потенциала спортсменов, П. В. Бундзен внёс значительный вклад в развитие спортивной генетики в России.
Под руководством П. В. Бундзена в Санкт-Петербургском НИИ физической культуры проводилась серия международных научных проектов с университетами Швеции, Финляндии, Словении и США.

### Семья
Жена Бундзен (Макарова) Нинель Григорьевна.

## Награды
П. В. Бундзен был награждён знаком «Отличник физической культуры и спорта», Дипломом Олимпийского Комитета России за вклад в отечественное олимпийское движение и спортивную науку.

## П. В. Бундзен и ГРВ-биоэлектрография
П. В. Бундзен принимал участие в исследованиях, направленных на изучение влияния психо-эмоционального состояния на характеристики свечения пальца испытуемого в переменном магнитном поле высокой напряжённости.

## Основные труды
- Бехтерева, Н. П. Бундзен, П. В. Гоголицын, Ю. Л. Мозговые коды психической деятельности. — Ленинград: Наука, Ленингр. отд-ние, 1977.
- Бундзен П. В. Влияние светового режима Антарктического континента на состояние авторегуляторных функций головного мозга человека. // Физиол. журн. СССР им. И. М. Сеченова. 1969. С. 929—939.
- Бундзен П. В. Анализ структурно-системной организации информационного кодирования. // Физиология человека. 1977.
- Бундзен П. В. и др. Структурно-системный подход к анализу процессов функциональной реорганизации нейронных популяций. // Физиол. журн. СССР. 1973. № 59. С. 1803—1810.
- Бундзен П. В. и др. Динамика процессов синхронизации дистантно расположенных нейронных ансамблей. // Физиология человека. 1981. № 7. С. 541.